# Embrasement (pyrotechnie)
Pour les articles homonymes, voir Embrasement.
 (août 2013).
Un embrasement est un procédé pyrotechnique consistant à éclairer, à illuminer, à mettre en valeur un monument, un lieu au moyen de feux de Bengale allumés en même temps et de même couleur lors de spectacles pyrotechniques généralement à la fin d'un feu d'artifice. La couleur de la flamme des feux de Bengale est généralement rouge mais peut être jaune, blanche ou verte etc. Un embrasement produit également beaucoup de fumée.